# يو إف سي 150
يو إف سي 150: هندرسون ضد إدغار 2 (بالإنجليزية: UFC 150: Henderson vs. Edgar II)‏ هو حدث لفنون القتال المختلطة نظمته يو إف سي، أُقيم في 11 أغسطس 2012، على بول أرينا في دنفر، كولورادو، الولايات المتحدة.